# Pelgrimsdeur
De Pelgrimsdeur is een beeldhouwwerk aan het Lieve Vrouwenkerkhof in de stad Amersfoort. De monumentale deur weegt 1700 kg en is met 20 m2 de grootste bronzen deur van Nederland.

## Achtergrond
Het mirakel van Amersfoort (1444) bracht in de 15e en 16e eeuw veel pelgrims naar Amersfoort. Mede dankzij hun bijdragen kon de Onze-Lieve-Vrouwetoren worden gebouwd en een nabijgelegen kapel worden uitgebouwd tot kruiskerk. De kerk werd bij een explosie in 1787 zwaar beschadigd en is in 1806 afgebroken.
In 1994 werd stichting Open Oog opgericht, die tot doel heeft de cultuur in Amersfoort te bevorderen. De stichting geeft onder meer opdrachten voor de realisatie van kunstprojecten die het verhaal van Amersfoort kunnen vertellen. Beeldhouwer Eric Claus kreeg in 2011 opdracht een nieuwe toegangsdeur te ontwerpen voor de Onze-Lieve-Vrouwetoren. Naast het verhaal van de pelgrimage verwerkte hij hierin het verhaal van de Belgische vluchtelingen die tijdens de Eerste Wereldoorlog in Amersfoort hun toevlucht zochten en het verhaal van goed en kwaad. Het werk werd in brons gegoten bij bronsgieterij Stijelaart.
De deur toont aan de buitenzijde Maria als Blauwe Mantelmadonna, die met haar mantel de pelgrims beschermt. In het kleed zijn reliëfs verwerkt van de zeven smarten en de zeven deugden. Ook aan de binnenzijde zijn reliëfs geplaatst. De Pelgrimsdeur werd op 15 maart 2014 door de stichting Open Oog aan de stad cadeau gedaan en door locoburgemeester Hans Buijtelaar in dank aanvaard.

## Beschrijving
Aan de buitenzijde van de deur is een bronzen kunstwerk geplaatst dat zich uitstrekt over de beide deurvleugels en het bovenliggend gotisch timpaan. Afgebeeld is een gestileerde, staande Mantelmadonna, met in haar mantel diverse reliëfs. 
De veertien ruitvormige reliëfs aan de buitenzijde van de deur verwijzen naar de zeven smarten (Simeons voorspelling (Luc. 2-22-38); vlucht naar Egypte (Joh. 2-1); de twaalfjarige Jezus in de tempel (Luc. 2-46); kruisweg (Luc. 23-26); kruisiging & dobbelaar (Joh. 19-18); afname van het kruis en de graflegging) en de zeven deugden (De blijde boodschap (Luc. 1-26-28); het bezoek van Elizabeth (Luc. 1-39-56); de geboorte van Jezus (Luc. 2-1-6); het bezoek van de wijzen uit het oosten (Mat. 28-6-7); de verrijzenis van Christus (Mat. 28-6-7); het pinksterweekend & Handelingen (Luc. 1-14 & 2-14); de tenhemelopneming van Maria).
Drie reliëfs in het timpaan aan de binnenzijde verwijzen naar mirakel van Amersfoort en tonen resp. de legende van Geertje Arends uit Nijkerk, het visioen van Margriet Alberts uit Amersfoort en de vondst van het Mariabeeldje in het wak. De overige reliëfs tonen de pelgrimsstroom die komt schuilen bij Maria.